# Пока безумствует мечта
«Пока безумствует мечта» — советская широкоформатная музыкальная комедия режиссёра Юрия Горковенко, снятая в 1978 году по сценарию Василия Аксёнова. В связи с выходом Василия Аксёнова из Союза писателей СССР и эмиграцией в США премьера состоялась лишь в декабре 1988 года.
Подзаголовок фильма («Необычайные приключения провинциального юноши Юры Отвёрткина в городе С.-Петербурге на заре воздухоплавания»), как и титры, оформлены в стиле ретро. Созданию атмосферы начала XX века способствуют и цитируемые стихи того периода, в частности, «Авиатор» Александра Блока.
Часть упоминаемых имён относятся ко вполне реальным персоналиям времени действия фильма, некоторые намеренно изменены. Так, например, авиатор Валериан Брутень — подобие Евграфа Крутня, Лидия Задорова — первая русская лётчица Лидия Зверева, фон Браульбарс — генерал Александр фон Каульбарс, репортёр Вышко-Вышковский — писатель Брешко-Брешковский, негоциант Щетинкин — инженер-самолётостроитель, промышленник и одиозный монархист Щетинин и так далее.

## Сюжет
Бывший студент Юра Отвёрткин, охваченный романтикой зарождающейся авиации, уезжает из родного Царевококшайска в Санкт-Петербург для участия в воздухоплавательной выставке. Приставленного сопровождающим священника отца Илью ему удалось успешно «потерять». Усугубив у цирюльника своё природное сходство с разыскиваемым преступником, Юрий отправляется в аэроклуб и называет себя по имени героя приключенческих рассказов — Иван Пирамида.

Там он, провоцируемый полковником Отсебятниковым, вызывает на дуэль человека в маске, однако отказывается от поединка, узнав, что его противник — знатный авиатор Брутень. На следующий день Юрий и Брутень, уже на лётном поле, спорят о технике пилотирования. Юрий вызывается доказать свою правоту на практике и чуть было не становится жертвой катастрофы. По случайному стечению обстоятельств о подобном он уже читал в рассказе и поэтому сумел посадить самолёт.
Желанию стать профессиональным пилотом препятствует отсутствие денег, а призовые 5000 рублей за рекордный полёт невозможно получить без соответствующих документов (пилотского свидетельства). Не в силах разорвать этот замкнутый круг, Юрий устраивается на завод «Дедал». Его хозяин Щетинкин весьма неаккуратно платит как рабочим, так и ангажированным иностранным пилотам и мешает достройке самолёта конструкции Казаринова, требуя выплаты неустойки.
Разочарованная Лидия просит мнимого Пирамиду (о путешествиях которого распускал слухи Юрий) научить её летать. В ресторане им встречается ставший бывшим отец Илья, а ныне — поэт Илья Царевококшайский. Юрий приводит Лидию на завод и признаётся не только в любви, но и в своей уловке. По её просьбе Брутень берёт под своё поручительство деньги Ивана Пирамиды в банке.
Неустойка Щетинкину уплачена, самолёт Казаринова «Киев-Град» (вероятно, подразумевался «Корабль Киевский» И. Сикорского) достроен и запоздалое вмешательство спонсируемой Щетинкиным полиции, вновь напавшей на след Пирамиды, уже не в силах помешать перелёту Санкт-Петербург — Москва.

## В ролях
- Николай Караченцов — Юрий Отвёрткин / Иван Пирамида
- Любовь Реймер — Лидия Задорова, женщина-авиатор
- Эммануил Виторган — Валериан Брутень, «король северного неба»
- Николай Гринько — Павел Казаринов, авиаконструктор, энтузиаст отечественного воздухоплавания
- Леонид Куравлёв — отец Илья, он же поэт Илья Царевококшайский
- Михаил Боярский — Джеггер, американский пилот
- Олег Анофриев — Такао-хара, японский пилот
- Сергей Мигицко — Луи Пейзак, французский пилот
- Владимир Басов — Теодор Отсебятников, скучающий богач, он же полковник охранки
- Ролан Быков — Панкратьев, правая рука Теодора Отсебятникова
- Виктор Павлов — Щетинкин, негоциант с неустойчивой психикой
- Евгений Стеблов — Ширинкин, правая рука Щетинкина
- Сергей Филиппов — генерал охранки
- Кахи Кавсадзе — Фон Браульбарс, главный аэрогенерал
- Артём Карапетян — бухарский эмир (прототип Сейид Алим-хан)
- Иван Рыжов — Тихоныч, механик летательных аппаратов

мастеровые:
- Григорий Маликов — Яша
- Виктор Чеботарёв — Миша
- Лев Кубарев — Кеша

провинциальное общество, прогрессисты и консерваторы пьют чай:
- Николай Парфёнов — отец Отвёрткина
- Любовь Соколова — мать Отвёрткина
- Сергей Никоненко — полицмейстер
- Римма Маркова
- Ольга Токарева
- Ольга Анохина

столичное общество, фанатики прогресса танцуют и поют:
- Людмила Шагалова — мадам Абажюр
- Гурген Тонунц — Рзазрой-ага
- Виктор Филиппов — граф Аладушкин
- Гурам Николайшвили

«Демимонденки» (дамы полусвета)
- Галина Комарова — Вава Зингер
- Гражина Байкштите — баронесса Вера фон Вирен
- Марина Лобышева-Ганчук
- Людмила Кормунина
- Елена Мельникова
- Эммануил Геллер — банкир
- Владимир Фирсов — человек в пончо

## Съёмочная группа
- Режиссёр: Юрий Горковенко
- Сценарист: Василий Аксенов
- Оператор-постановщик: Анатолий Мукасей
- Композитор: Геннадий Гладков
- Художники: Алина Спешнева, Николай Серебряков
- Звукооператоры: Владимир Бахмацкий, Виктор Бабушкин
- Режиссёр: Юсуп Даниялов
- Операторы: Анатолий Джирквелов, Дмитрий Смидович
- Балетные группы Ленинградского театра оперы им. Кирова, Ленинградской консерватории, Московского театра оперетты
- Балетмейстер: Леонид Лебедев
- Балетмейстер-репетитор: И. Горюнов
- Редактор: Э. Ермолина
- Музыкальный редактор: Мина Бланк
- Костюмы: Эльвира Мутушева
- Грим: Мария Чиглякова, Л. Жуковская
- Декоратор: Н. Шмагин
- Фотограф: Л. Лупов
- Монтажёр: О. Роот
- Консультанты: Л. Алдошин, Александр С. Масенкис
- Свет: Б. Лезин
- Ассистенты:
  - режиссёра — Марк Цирельсон, Т. Семёнова, В. Дробышев,
  - оператора — Е. Лебедев,
  - художника по костюмам — Т. Абидова
- Комбинированные съёмки: операторы Борис Арецкий, В. Михайлов, художник Людмила Александровская
- Титры: А. Кобрин, В. Колядова
- Директор: Семён Вульман

## Интересные факты
- В фильме использована летательная техника из экспозиции музея ВВС в Монино.